# Blea Tarn (Langdale)
Der Blea Tarn ist ein See im Lake District, Cumbria, England. Der Blea Tarn liegt auf einem Pass, der die Täler Great Langdale und Little Langdale miteinander verbindet.
Der See hat im Norden einen unbenannten Zufluss. Im Süden des Sees verlässt ihn der Bleamoss Beck, der in den River Brathay mündet.
Der See ist seit 1989 als ein Site of Special Scientific Interest (SSSI) innerhalb des Nationalparks Lake District besonders geschützt. Seine Sedimente sind von besonderem Wert für die Radiokarbondatierung der Landschaft.

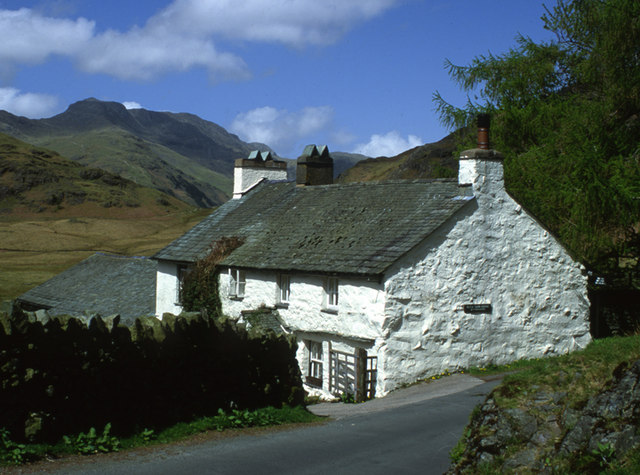
Blea Tarn House

Nordöstlich des Sees liegt das Blea Tarn House (auch bekannt als Blea Tarn Farmhouse) ein Grade II geschütztes Baudenkmal. (54° 26′ 1,5″ N, 3° 5′ 17,1″ W) Von dem Haus wird angenommen, dass der Lake Poet William Wordsworth es in seinem Gedicht The Excursion im Teil The Solitary beschreibt.